# William Gomes
William Gomes, własc. William Gomes Carvalho Santos (ur. 15 marca 2006 w Aracaju) – brazylijski piłkarz, występujący na pozycji napastnika w portugalskim klubie FC Porto. Uczestnik Klubowych Mistrzostw Świata 2025.

## Statystyki

### Klubowe
Na podstawie:
| Klub         | Sezonów | Liga                          | Liga  | Liga   | Puchar krajowy | Puchar krajowy | Kontynentalne | Kontynentalne | Suma  | Suma   |
| Klub         | Sezonów | Liga                          | Mecze | Bramki | Mecze          | Bramki         | Mecze         | Bramki        | Mecze | Bramki |
| ------------ | ------- | ----------------------------- | ----- | ------ | -------------- | -------------- | ------------- | ------------- | ----- | ------ |
| São Paulo FC | 2       | Campeonato Brasileiro Série A | 14    | 3      | 3              | 0              | 3             | 0             | 17    | 3      |
| FC Porto B   | 1       | Liga Portugal 2               | 1     | 0      | 0              | 0              | –             | –             | 1     | 0      |
| FC Porto     | 1       | Liga Portugal                 | 8     | 0      | 0              | 0              | 3             | 1             | 11    | 1      |
|              | Łącznie | Łącznie                       | 23    | 3      | 3              | 0              | 6             | 1             | 29    | 4      |